# Kiss: Psycho Circus
Kiss: Psycho Circus est une série de comics publiée par Image Comics et de Todd McFarlane Productions. La série est basée sur les membres du groupe de rock Kiss comme étant des êtres surnaturels connus sous le nom de the Four-Who-Are-One. Gene Simmons est The Demon, Paul Stanley est le Starbearer, Peter Criss est the King of Beasts et Ace Frehley est The Celestial.